# أولي نيتزشكي
أولي نيتزشكي (بالألمانية: Ulli Nitzschke)‏ (25 يوليو 1933 – 23 يوليو 2013) هو ملاكم ألماني راحل، مثّل بلاده في الألعاب الأولمبية الصيفية 1956.

## روابط خارجية
أولي نيتزشكي على موقع بوكس ريك (الإنجليزية) (registration required)
- أولي نيتزشكي على موقع أوليمبيديا (الإنجليزية)